# Daszo
Daszo (dz. དྲག་ཤོས Wylie: drag-shos) – niepodlegający dziedziczeniu tytuł przyznawany przez króla Bhutanu mężczyznom należącym do rodziny królewskiej oraz wiceministrom i wyższym urzędnikom. Osoby wyróżnione w ten sposób mają prawo do noszenia czerwonego szalu.